# Finlands Svenska Spelmansförbund
Finlands svenska spelmansförbund är en svenskspråkig folkmusikorganisation som verkar i Finland för finlandssvenska spelmän. Förbundets kansli ligger i Korsholm. 
Finlands svenska spelmansförbund har till ändamål att främja den traditionella instrumentala finlandssvenska folkmusiken och finlandssvenska spelmanstraditionen. Denna målsättning kommer till uttryck genom att förbundet skapar olika forum för kontakt mellan spelmän och spelmanslag i Finlands svenskbygder.
Förbundet arrangerar en årligen återkommande spelmansstämma. Den ordnas på olika orter varje år. För att ge finlandssvenskar i olika åldrar möjlighet att komma in i folkmusiken, så ordnar spelmansförbundet kurser och folkmusikläger på olika håll i svenskbygderna.
Spelmansförbundet har cirka 600 medlemmar, organiserade i 57 spelgrupper, spelmansgillen och spelmanslag över hela Svenskfinland. Förbundet ger ut medlemstidningen ”Fiolen min”.
Finlandssvensk folkmusik har sina rötter i Sverige och är i det stora hela densamma som traditionell svensk folkmusik.
Finlands svenska spelmansförbunds nuvarande (2021) ordförande är Synnöve Svanström.
Inom ramen för Finlands Svenska Spelmansförbund grundades 1978 Finlands svenska folkmusikinstitut.